# Руководство пользователя
Руководство пользователя — документ (руководство), назначение которого — предоставить людям (пользователям) помощь в использовании некоторой системы.

## Описание
Документ входит в состав технической документации на систему и, как правило, подготавливается техническим писателем.
Большинство руководств пользователя помимо текстовых описаний содержат изображения. В случае программного обеспечения, в руководство обычно включаются снимки экрана, при описании аппаратуры — простые и понятные рисунки.
Используется стиль и язык, доступный предполагаемой аудитории, использование жаргона сокращается до минимума либо подробно объясняется.

## Содержание
Типичное руководство по эксплуатации содержит:
- Аннотацию, в которой приводится краткое изложение содержимого документа и его назначение
- Введение, содержащее ссылки на связанные документы и информацию о том, как лучше всего использовать данное руководство
- Страницу содержания
- Главы, описывающие, как использовать, по крайней мере, наиболее важные функции системы
- Глава, описывающая возможные проблемы и пути их решения
- Часто задаваемые вопросы и ответы на них
- Где ещё найти информацию по предмету, контактная информация
- Глоссарий и, в больших документах, предметный указатель

Все главы и пункты, а также рисунки и таблицы, как правило, нумеруются, с тем, чтобы на них можно было сослаться внутри документа или из другого документа. Нумерация также облегчает ссылки на части руководства, например, при общении пользователя со службой поддержки.

## Стандарты
Структура и содержание документа «Руководство пользователя» автоматизированной системы регламентированы подразделом 3.4 документа РД 50-34.698—90 (отменен приказом Росстандарта от 12 февраля 2019 года № 216).
Структура и содержание документов «Руководство оператора», «Руководство программиста», «Руководство системного программиста» регламентированы ГОСТ 19.505—79, ГОСТ 19.504—79 и ГОСТ 19.503—79 соответственно.
- Комплекс стандартов и руководящих документов на автоматизированные системы (ГОСТ 34)
  - РД 50-34.698-90 АВТОМАТИЗИРОВАННЫЕ СИСТЕМЫ. ТРЕБОВАНИЯ К СОДЕРЖАНИЮ ДОКУМЕНТОВ
- Единая система конструкторской документации (ЕСКД) определяет документ «Руководство по эксплуатации» и другие документы:

- Единая система программной документации (ЕСПД) определяет документы «Руководство оператора», «Руководство по техническому обслуживанию» и их структуру:
  - ГОСТ 19.101—2024 «Единая система программной документации. Виды программ и программных документов»
  - ГОСТ 19.105—78 «Единая система программной документации. Общие требования к программным документам»
  - ГОСТ 19.505—79 «Единая система программной документации. Руководство оператора. Требования к содержанию и оформлению»
  - ГОСТ 19.508—79 «Единая система программной документации. Руководство по техническому обслуживанию. Требования к содержанию и оформлению»